# Plaza de Villa Suso
La plaza de Villa Suso es un espacio público de la ciudad española de Vitoria.

## Descripción
La plaza, que se encuentra encerrada por las escaleras de San Bartolomé, la cuesta de San Vicente, las calles de las Escuelas, de Santa María y de Fray Zacarías Martínez y el palacio del mismo nombre, obtuvo el título de «plazuela de Villasuso» en octubre de 1887. Aparece descrita en la Guía de Vitoria (1901) de José Colá y Goiti con las siguientes palabras:

Plazuela de Villasuso.—Nombre primitivo, dado en doce de octubre de 1887, y antes era parte de la calle de Santa María. El número 1 es el antiguo palacio de Villasuso, que aún ostenta una graciosa portadita del Renacimiento, muy deteriorada.
(Colá y Goiti, 1901, p. 66)

En el palacio de Villa Suso han tenido sede a lo largo de los años la Mutualidad Catequística, los Sindicatos Católicos Femeninos, la Academia de la Juventud Católica, la Escuela de Obreros y la Exposición Nacional de Arte Sacro. Vivió también en la plaza el músico Pedro Antonio Ortiz de Landázuri.